# Litoria multiplica
Litoria multiplica – gatunek płaza bezogonowego z podrodziny Pelodryadinae w rodzinie rzekotkowatych (Hylidae). Jest endemitem gór Nowej Gwinei.

## Występowanie
Zasięg występowania gatunku obejmuje Góry Centralne Nowej Gwinei we wschodniej części wyspy należącej do Papui-Nowej Gwinei. 
Bytuje on na wysokościach od 1000 do 2400 metrów nad poziomem morza.
Jego habitat to małe strumienie w lasach deszczowych porastających niższe i średnie partie gór. Daje sobie radę także w środowisku zdegradowanym działalnością ludzką, jednak tylko do pewnego stopnia.

## Rozmnażanie
Przebiega w niewielkich strumykach o wolnym nurcie.

## Status
Lokalnie gatunek jest pospolity. Trend liczebności jego populacji oceniany jest jako stabilny. Wylesianie w celu zakładania ogrodów prawdopodobnie wyeliminowało już niektóre populacje.